# Fenigrec
El fenigrec, coleta, fenogrec, senigrec, alfolva, alfolver, alfolga, tapissot bord o banya de cabra (Trigonella foenum-graecum) és una planta farratgera anual de la família de les fabàcies originària del sud-oest d'Àsia, on encara en queden plantacions. Es conreava d'antic a tota la conca mediterrània i als països Catalans encara es fa créixer a petita escala a les Balears. És una planta anual de petita alçada que floreix en primavera entre els camps de blat de moro.
Llavors de fenigrec importades d'Egipte han estat probablement lligades al focus d'Escherichia coli O104:H4 a Alemanya i França que va causar 50 morts. Aquestes llavors es consumien en forma de germinats.

## Etimologia
L'estendard i les dues ales de la corona de la planta constitueixen un triangle que dona el nom de Trigonella que deriva del llatí (tres angles) i foenum graecum ve de fenc grec, puix que es cultivava en tots els països mediterranis i en especial a Grècia.

## Ecologia
El fenigrec es pot trobar en els camps de blat de moro (entre les messes i les terres de llavor) de la península i Balears.
El seu origen s'estableix al sud-oest d'Àsia, bàsicament a tot l'Orient mitjà i va ser introduïda a Europa occidental a la meitat de l'edat mitjana.
Al territori espanyol el seu cultiu és molt escàs, els grans cultius es troben al nord d'Àfrica i a l'Àsia.
La planta floreix en primavera, la llavor es recull entre els mesos de juliol i agost i es deixa assecar per guardar-la en bosses hermètiques i lluny de la humitat per no danyar-la.

## Descripció
Herbàcia anual d'uns 10-15 cm d'altura, amb un gran rizoma vertical. La tija és arrodonida i ramificada. Les fulles són trifoliades, enteres i lanceolada i presenta un pecíol curt, d'uns 0.5-2 cm, la fulla es modifica quan està vora de les flors i passen a ser bràcties i en aquest cas són petites. Conte una estípula que pot arribar als 10 mm, i està soldada al pecíol. El pecíol pot arribar fins al mm i és molt fi i curt Els folíols són d'1-3 cm de longitud i amb forma obovada, és pelós a la part posterior de la fulla i té una nervadura pinnada i prominent. Presenta unes peces accessòries a les fulles anomenades estípules llargues, membranoses, ovalades i pubescents.
Les flors surten de les axil·les de les fulles en parelles o de forma individual i adopten un color blanquinós; que pot arribar a ser lilós a la base. Tenen una longitud de 0.8-1.8cm i la corol·la sencera pot fer uns 14-16 mm. El calze és un tub membranós o campanulós que conté 5 dents iguals o desiguals, és molt poc consistent i té uns llargs pèls potents; té una mida entre 7-9 mm. Els pètals són d'un color groguenc pàl·lid, blanquinós o violeta, i solen mesurar el doble que els sèpals. Les ales de forma obovada estan articulades en la base i són la meitat de llargues que l'estendard que també obovad, mentre que la quilla o carena és esfèrica, obtusa, i gairebé de la mida dels sèpals, conté 2 peces soldades pel marge inferior.
El fruit és una beina linear i pubescent, amb una mida de 2,5-10 cm de longitud i 0,5-1 cm d'ample, superant la mida del calze. En cada fruit trobem entre 4 a 20 llavors al seu interior. Aquestes llavors són ovalades, de color groguenc o marronós i estan dividides en dues meitats desigualades per un solc, són molt dures quan estan seques. La planta sencera no desprèn una olor gaire agradable, però molt característic.

## Farmacologia

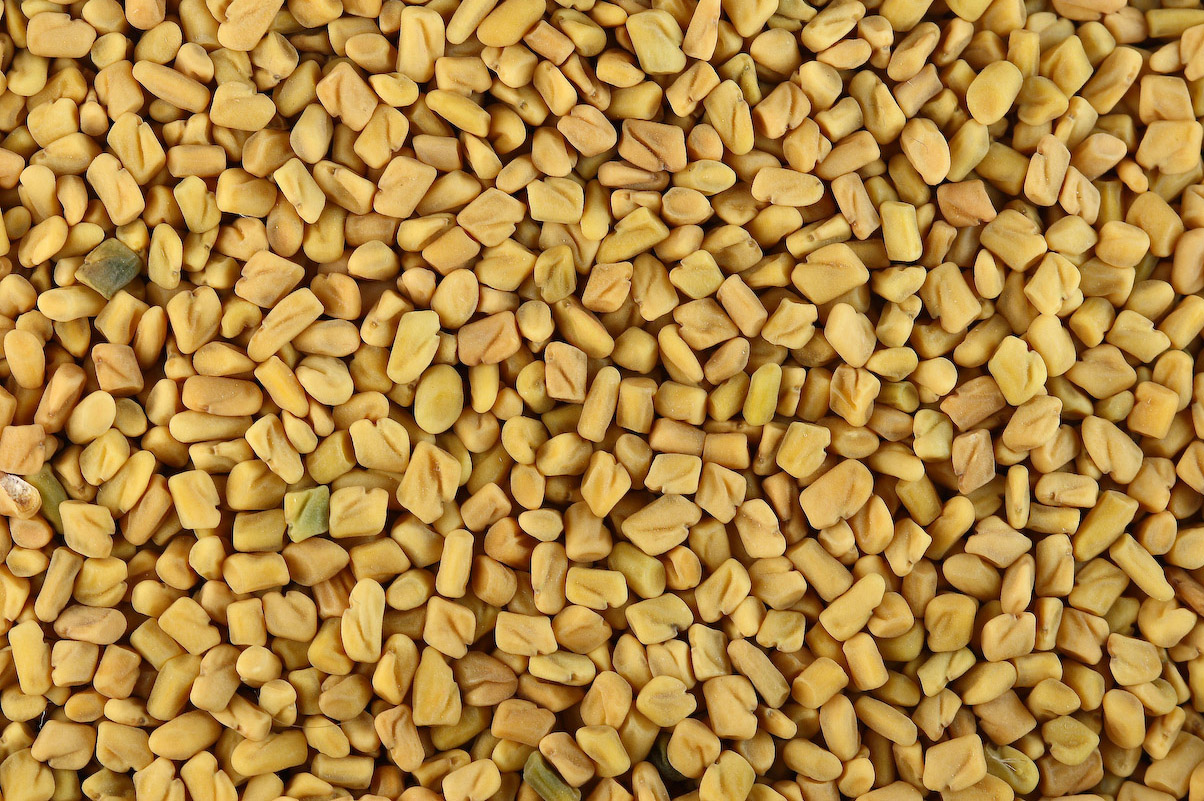
Llavors seques de fenigrec

### Accions farmacològiques
ESTIMULANT DE L'APETIT: Mercès als seus compostos amargs, produeix l'estimulació de les papil·les gustatives, cosa que desencadena una alliberació de saliva i fluids gastrointestinals; es produeix una reacció final d'estímul de l'apetit.
LAXANT EMOLIENT: gràcies a l'acció dels mucílags i les galactomanes.
HIPOGLUCEMIANT: Disminueix la glucèmia postprandial. Els efectes podrien ser deguts a la interacció en l'absorció oral de la glucosa per part del mucílags.
EMOLIENT DERMATOLÒGIC: Té una excel·lent capacitat per capturar l'aigua, per tant si s'aplica sobre l'estrat corni de la pell n'afavoreix la hidratació.
AFECCIONS DE LA PELL: En ferides difícils de cicatritzar, úlceres, esquerdes als mugrons i als llavis, l'aplicació del fenigrec en cataplasma les neteja i en permet la cicatrització. També és útil en el cas dels abscessos, furóncols, grans de pus i cel·lulitis, com que afavoreix el drenatge i neteja de la pell.

### Usos medicinals
El fenigrec és emprat mèdicament per a alguns tipus d'anorèxia no nerviosa i dermatitis. Com que les seves proteïnes són de fàcil assimilació, afavoreix l'augment de massa corporal a persones que pateixen depressions.
També s'usa per articulacions inflamables o doloroses, com són els casos de l'artritis, l'artrosi i el reumatisme articular, aplicant-lo en forma de cataplasma calent.
És indicat també per a anèmia ferropènica, dispèpsia hiposecretora, restrenyiment, gastritis i diabetis
És una de les plantes més completes del punt de vista nutricional. Pot refer els organismes afeblits atès que augmenta el nombre de glòbuls vermells.

### Toxicitat
Donat que redueix l'absorció intestinal dels glúcids, serà necessari que el professional mèdic controli les glucèmies per poder ajustar les dosis d'insulina en els pacients insulinodependents. També haurà de tenir en compte el contingut alcohòlic de l'extracte del fluid i de la tintura. Per aquesta raó no es podrà administrar a nens menors de dos anys o a persones en deshabituació etílica.
A l'embaràs és recomanable aturar la dosi per la presència de cumarines i traces d'alcaloides a més de l'efecte oxitòcic. En el període de lactància tampoc s'ha de prendre, car els principis amargs passen a la llet materna.

## Observacions
Història: El seu ús és molt antic. Era una planta utilitzada pels egipcis als processos d'embalsamament, en el Papir Ebers, document mèdic egipci del segle xv aC, ja la recomanaven també com a pegat per curar les cremades.
Hipòcrates va destacar les propietats curatives del mucílag contingut a la farina.
En els països àrabs encara es cultiva com a planta per a la ramaderia.
La seva utilització era molt més genèrica com per exemple per una gastritis, o un simple refredat.
La llegenda explica que el fenigrec s'utilitzava amb freqüència per augmentar les corbes de les dones.
Culinari: En molts països, és una espècia més de la cuina. Utilitzen tant les fulles com les llavors del seu fruit.
A l'Índia les llavors es prenen dessecades i torrades per tal d'augmentar-ne el sabor.
Les llavors s'han d'utilitzar amb moderació pel seu sabor amarg.
Les fulles verdes es mengen crues en amanides a Tailàndia. Al Iemen s'usen les fulles com a condiment principal del plat Saltah. El fenigrec s'usa també en la cuina de l'Iran en el Ghomeh Sabzi.
.- Decocció: Es bull durant 15 minuts, amb una cullera gran en mig litre d'aigua. S'ha de beure al matí i per setmanes alternes.
.- Extracte fluid: Una cullerada o 10-20 gotes diàries dos cops al dia.
La planta també es pot aplicar externament amb compreses, que són molt eficaces per al tractament dels floroncos.
Comerç: A les farmàcies la planta es pot trobar de múltiples formes, des de la llavor sencera empaquetada en petites bosses, fins a càpsules, en petits trossos, en tintura.